# Michael Wendl
Michael Wendl (* 29. Oktober 1950 in Mudersbach) ist ein deutscher Gewerkschaftsfunktionär und Politiker (SPD).

## Leben
Wendl studierte Soziologie und Volkswirtschaftslehre in München und Berlin.
Im Jahr 1980 wurde er Gewerkschaftssekretär bei der Gewerkschaft Öffentliche Dienste, Transport und Verkehr (ÖTV) in München. 1991 sprach ihm diese aufgrund seiner Kritik am damaligen Tarifabschluss im Öffentlichen Dienst die Kündigung aus, sie musste dies jedoch aufgrund einer breiten Solidaritätskampagne der Gewerkschaftsbasis zurücknehmen. In den Jahren 1996 bis 2001 war er Vorsitzender der ÖTV in Bayern und für diese im Rahmen der Mitbestimmung Aufsichtsratsmitglied bei einigen Firmen. Mit Bildung der Vereinten Dienstleistungsgewerkschaft (ver.di) wurde er im Jahr 2001 dort stellvertretender Landesvorsitzender. Als Arbeitnehmervertreter war er stellvertretender Aufsichtsratsvorsitzender des Städtischen Klinikum München und Aufsichtsratsmitglied der Rhön-Klinikum AG.
Wendl war ab dem Jahr 1972 Mitglied der SPD und wechselte 2008 zur Partei Die Linke, für die er bei der Bundestagswahl 2009 im Wahlkreis 220 (München-Süd) kandidierte. Im Jahr 2008 wurde Wendl Sprecher des Kreisverbandes München. Auf dem außerordentlichen Landesparteitag in Schweinfurt wurde er am 17. April 2010 zum Sprecher des Landesverbands Bayern gewählt. Am 3. Juli 2010 trat er nach nur 77 Tagen als Landessprecher zurück.
Im Jahr 2011 trat Wendl aus der Partei Die Linke aus. Als Grund gab er an, wesentliche Aussagen des Grundsatzprogramms nicht tragen und vertreten zu wollen. Im Frühjahr 2012 trat er wieder in die SPD ein.
Wendl hat zu Fragen der Tarifpolitik, Wirtschaftspolitik und Konjunkturanalyse publiziert (auch wissenschaftlich) und ist Mitherausgeber der Zeitschrift Sozialismus.
Der Vorlass findet sich im Archiv der Münchner Arbeiterbewegung.

## Publikationen (Auswahl)
- Gescheiterte Anpassung: Kritik sozialdemokratischer Modernisierungsstrategien. VSA-Verlag, Hamburg 1988. ISBN 3-87975-460-8.
- Neue Akzente der Arbeitszeitpolitik: Zusammenhänge mit Beschäftigung und Lohnausgleich werden zunehmend vernachlässigt. In: Sozialismus 1997, 7/8 = Heft 203, S. 25–28.
- Mit Karl Georg Zinn: Alternative Wirtschaftspolitik an der Jahrtausendwende. In: ISW-Report 39. ISW (Institut für sozial-ökologische Wirtschaftsforschung e.V.), München 1999.
- Mit Werner Sauerborn, Michael Schlecht: Jenseits der Bescheidenheit: Löhne und Einkommen im Casino-Kapitalismus. VSA-Verlag, Hamburg 2001 ISBN 3-87975-834-4.
- Niedergang des Lohns: Eine Bilanz gewerkschaftlicher Tarifpolitik 1993-2005. VSA-Verlag, Hamburg 2006 ISBN 3-89965-187-1.
- Machttheorie oder Werttheorie. Die Wiederkehr eines einfachen Marxismus. VSA-Verlag, Hamburg 2013 ISBN 978-3-89965-561-2.
- Hat das Bündnis für Arbeit zu Lohndumping geführt? In: Achim Truger, Eckard Hein, Michael Heine, Frank Hoffer (Hrsg.): Monetäre Makroökonomie, Arbeitsmärkte und Entwicklung. Metropolis, Marburg 2016.
- Geldtheorie und monetäre Werttheorie von Marx im Unterschied zu Keynes. In: Harald Hagemann, Jürgen Kromphardt, Bedia Sahin: Arbeit und Beschäftigung – Marx und Keynes. Metropolis, Marburg 2019.
- Verteilung, Produktivität und Tarifpolitik. In: Reimund Mink, Klaus Voy (Hg.), Gesamtwirtschaftliche Einkommensbegriffe. Produktion und Einkommen im gesamtwirtschaftlichen Kontext, Metropolis, Marburg 2019.
- Von der Makro- zur Mikroökonomie: Die deutsche Lohnpolitik und die Krise der Europäischen Währungsunion. In: Klaus Voy (Hrsg.):  Deutschland in Europa. Beiträge zur Wirtschafts- und Gesellschaftspolitik seit 1990. Metropolis, Marburg 2019.
- Über Keynes hinaus oder hinter Keynes zurück? In: Hagen Krämer, Johannes Schmid (Hrsg.): Wirtschaftspolitische Beratung in der Krise. Metropolis, Marburg 2021.
- Marktwirtschaft statt Kapitalismus. Wagenknechts ökonomisches Glaubensbekenntnis. In: Wolfgang Veiglhuber, Klaus Weber (Hrsg.): Wagenknecht – Nationale Sitten & Schicksalsgemeinschaft. Argument, Hamburg 2022.